# Симба (река)
Симба — река в Мурманской области России. Протекает по территориям городских округов город Оленегорск с подведомственной территорией и город Кировск с подведомственной территорией. Левый приток Печи.
Длина реки составляет 29 км. Площадь бассейна 218 км².
Берёт начало на северной границе Хибин на высоте около 550 м над уровнем моря. Протекает по лесной, местами болотистой местности. На высоте 183,6 м проходит через озеро Симба-Лумболка, на высоте 180,4 проходит через Симбозеро. Впадает в Печу в 9,4 км от устья.

## Данные водного реестра
По данным государственного водного реестра России относится к Баренцево-Беломорскому бассейновому округу, водохозяйственный участок реки — река Нива, включая озеро Имандра. Речной бассейн реки — бассейны рек Кольского полуострова и Карелии.
Код объекта в государственном водном реестре — 02020000312101000010386.